# おばあちゃんのむかし話
『おばあちゃんのむかし話』（おばあちゃんのむかしばなし）は、1979年10月から2022年3月31日まで放送されていたラジオ福島のラジオ番組。放送末期は「ORANGE TIME」に内包されていた。
2012年5月24日に放送1万回を迎えた。2005年に制作されたCDに収録された野口英世の物語が、ラジオ福島のワイドFMの試験放送時に多用されていた。
出演の森和美は、テーマによっては分割される場合もあるが各地の民話を1回あたり2分30秒程に収まるよう自ら脚色し収録に臨んでいる。
2022年1月14日に森が89歳で死去したため過去の放送のアーカイブで繋ぎ、2022年3月31日をもって終了。42年半の放送に幕を降ろした。